# August Michaelis
August Karl Arnold Michaelis (Bierbergen, 26 dicembre 1847 – Rostock, 31 gennaio 1916) è stato un chimico tedesco, famoso principalmente per i suoi studi sui composti organici del fosforo e per la reazione di Michaelis-Arbuzov.

## Vita
Michaelis nacque a Bierbergen, una località del comune di Hohenhameln in Bassa Sassonia. 
Studiò chimica a Gottinga e Jena, dove si laureò nel 1870. Nel 1873 ricevette l'abilitazione dal Politecnico di Karlsruhe e fu nominato professore. Nel 1880 divenne professore di chimica generale e organica all'Università Tecnica di Aquisgrana. Dieci anni dopo fu nominato professore di chimica e farmacia all'Università di Rostock.

## Contributi scientifici
Gli studi di Michaelis riguardarono principalmente la chimica dei composti organici del fosforo, dove ha dato contributi fondamentali. Nel 1898 scoprì la reazione tra trialchil fosfiti e alogenuri alchilici per ottenere fosfonati. Questa reazione fu in seguito molto studiata da Alexander Arbuzov (1877-1968) ed è ora nota come reazione di Michaelis-Arbuzov. In seguito si dedicò alla chimica della fenilidrazina e alla sintesi di eterocicli azotati. 

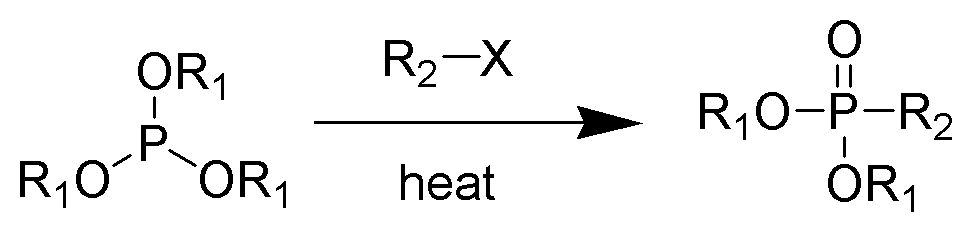
Schema della reazione di Michaelis–Arbuzov

## Opere
Gli studi di Michaelis sono documentati da circa 250 articoli su riviste specializzate. Scrisse inoltre due libri:
- A. Michaelis, Einführung in die allgemeine Chemie und die Physikalisch-chemischen Operationen, Braunschweig, F. Vieweg und Sohn, 1879.
- A. Michaelis, Ausführliches Lehrbuch der anorganischen Chemie, Braunschweig, F. Vieweg und Sohn, 1878-1889.
- (DE) Ausführliches Lehrbuch der anorganischen Chemie, vol. 1, Braunschweig, Vieweg und Sohn, 1878.
- (DE) Ausführliches Lehrbuch der anorganischen Chemie, vol. 4, Braunschweig, Vieweg und Sohn, 1889.

## Bibliografia

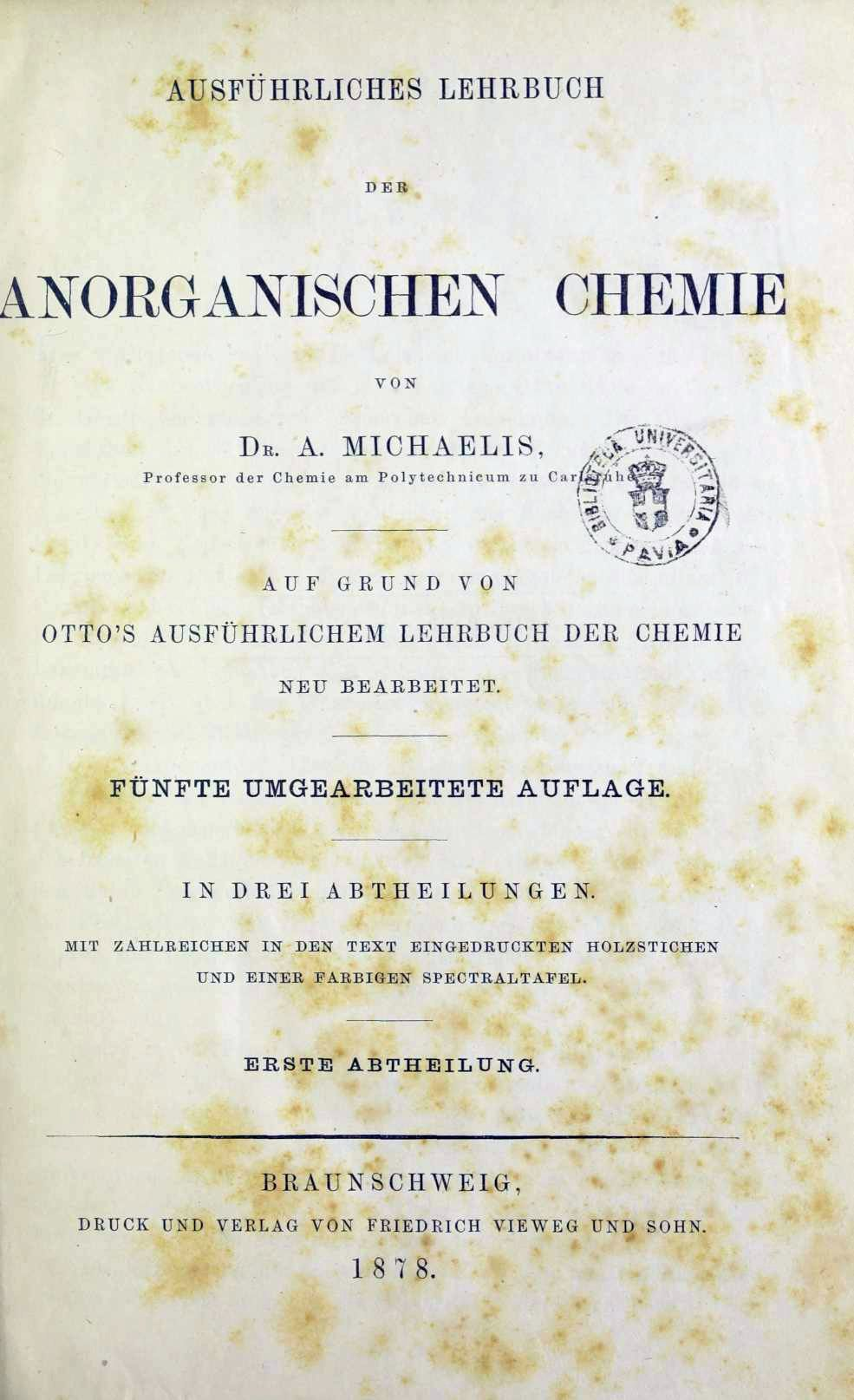
Ausführliches Lehrbuch der anorganischen Chemie, 1878